# Ǵ
Ǵ, ǵ (G с акутом) — буква расширенной латиницы. Используется в македонском (в кириллице — Ѓ), каракалпакском, до 2021 года использовалась в казахском (в казахской и каракалпакской кириллице соответствует Ғ).

## Использование

### Казахский язык
Ǵ ǵ использовалась в проекте казахской латиницы от 20 февраля 2018 года, заменив Gʼ gʼ из более раннего проекта. Соответствовала кириллической Ғ ғ. Например, каз. ǵalym — учёный, каз. ǵaryshker — космонавт, каз. ǵarysh — космос, каз. ǵundar — гунны, каз. ǵashyktar — любовники. В проектах 2019 и 2021 годов заменена на Ğ ğ.

### Каракалпакский язык
Современная латиница каракалпакского языка появилась в 2016 году. В 2016 году буква Gʼ gʼ была заменена на букву Ǵ ǵ. Соответствует Ғ в кириллице.

### Македонский язык
В македонской диаспоре используется латиница, похожая на гаевицу. В частности, на латинице печатается часть материалов эмигрантской газеты «Večer plus», издаваемой только в Германии. Построена по аналогии с кириллической Ѓ.

### Кантонский диалект
В кантонской латинице используются диграфы, содержащие Ǵ: Nǵ и Nǵh.

### Пушту
В арабском письме ей соответствует буква ږ.